# Чемпионат мира по фехтованию 1991
Чемпионат мира по фехтованию 1991 года проходил с 13 по 23 июня в Будапеште (Венгрия). Среди мужчин соревнования проходили в личном и командном зачёте по фехтованию на саблях, рапирах и шпагах, среди женщин — соревнования в личном и командном зачёте по фехтованию на шпагах и рапирах.

## Общий медальный зачёт
| Место | Страна   | Золото | Серебро | Бронза | Всего |
| ----- | -------- | ------ | ------- | ------ | ----- |
| 1     | СССР     | 3      | 2       | 5      | 10    |
| 2     | Венгрия  | 3      | 1       | 3      | 7     |
| 3     | Италия   | 2      | 0       | 0      | 2     |
| 4     | Германия | 1      | 4       | 4      | 9     |
| 5     | Куба     | 1      | 0       | 0      | 1     |
| 6     | Франция  | 0      | 2       | 3      | 5     |
| 7     | Румыния  | 0      | 1       | 0      | 1     |
| Всего | Всего    | 10     | 10      | 15     | 35    |

## Медалисты

### Мужчины
| Дисциплина                  | Золото                                                                                     | Серебро                                                                                       | Бронза                                                                                  |
| --------------------------- | ------------------------------------------------------------------------------------------ | --------------------------------------------------------------------------------------------- | --------------------------------------------------------------------------------------- |
| Шпага Личное первенство     | Андрей Шувалов                                                                             | Роберт Фелисяк                                                                                | Сергей Костарев Иван Ковач                                                              |
| Шпага Командное первенство  | СССР · Павел Колобков · Кайдо Кааберма · Андрей Шувалов · Сергей Костарев · Сергей Кравчук | Франция · Оливье Ленгле · Эрик Среки · Робер Леру · Эрве Фаже                                 | Германия · Роберт Фелисяк · Мариуш Стржалка · Арнд Шмитт · Эльмар Боррман               |
| Рапира Личное первенство    | Инго Вайссенборн                                                                           | Торстен Вайднер                                                                               | Юcеф Осин Лоран Бель                                                                    |
| Рапира Командное первенство | Куба · Гильермо Бетанкур · Тулио Диас · Оскар Гарсиа · Элвис Грегори · Роландо Тукер       | Германия · Инго Вайссенборн · Торстен Вайднер · Удо Вагнер · Ульрих Шрек                      | Франция · Юcеф Осин · Лоран Бель · Филипп Омнес · Патрис Лотелье                        |
| Сабля Личное первенство     | Григорий Кириенко                                                                          | Петер Абай                                                                                    | Вадим Гутцайт Дьёрдь Небальд                                                            |
| Сабля Командное первенство  | Венгрия · Имре Буйдошо · Бенце Сабо · Дьёрдь Небальд · Чаба Кёвеш · Петер Абай             | СССР · Андрей Альшан · Вадим Гутцайт · Григорий Кириенко · Александр Ширшов · Самир Ибрагимов | Германия · Феликс Беккер · Юрген Нольте · Йёрг Кемпених · Яцек Хухвайда · Франк Блекман |

### Женщины
| Дисциплина                  | Золото | Серебро                                                                                       | Бронза                                                                                               |
| --------------------------- | --- | --------------------------------------------------------------------------------------------- | --- |
| Шпага Личное первенство     | Мариан Хорват                                                                                              | Эва-Мария Иттнер                                                                              | Марина Варконьи Оксана Ермакова                                                                      |
| Шпага Командное первенство  | Венгрия · Диана Ээри · Дьёндь Салай-Хорват · Марина Варконьи · Мариан Хорват · Жужанна Сёч                 | Франция · Мари Отервилль · Брижитт Бенон · Валери Дево · Валери Барлуа · Флоранс Топен        | СССР · Оксана Ермакова · Марина Мазина · Виктория Титова · Екатерина Лебедева-Горская · Юлия Гараева |
| Рапира Личное первенство    | Джованна Триллини                                                                                          | Клаудия Григореску                                                                            | Забине Бау Татьяна Садовская                                                                         |
| Рапира Командное первенство | Италия · Джованна Триллини · Маргерита Дзалаффи · Дорина Ваккарони · Диана Бьянкеди · Франческа Бортолоцци | СССР · Ольга Величко · Татьяна Садовская · Елена Гликина · Ольга Сидорова · Татьяна Напалкова | Германия · Сабина Бау · Цита-Эва Функенхаузер · Розалия Хусти · Аня Фихтель                          |